# Ali Abbasi
Pour les articles homonymes, voir Abbasi (homonymie).
Ne doit pas être confondu avec Ali Abbassi.
Ali Abbasi, né en 1981 à Téhéran en Iran, est un scénariste, réalisateur et monteur danois d'origine iranienne.

## Biographie
Ali Abbasi étudie à l'université polytechnique de Téhéran jusqu'en 2002 puis émigre en Europe. Il s'installe en Suède et  étudie l'architecture à l'École royale polytechnique de Stockholm.
En 2007, après son diplôme, il suit une formation de réalisateur à l'École nationale de cinéma du Danemark de Copenhague. Lors de ses études, il réalise un premier court métrage Officer Relaxing After Duty puis un film de fin d'études M for Markus.
Son premier long métrage, Shelley, est présenté à la Berlinale 2016.
Au Festival de Cannes 2018, Border, son deuxième film, remporte le prix Un certain regard,.
Délaissant le cinéma fantastique, Abbasi présente son troisième film au Festival de Cannes 2022. Les Nuits de Mashhad relate un fait divers qui a eu lieu au début des années 2000 à Téhéran : un serial killer a assassiné seize prostituées. L'actrice Zar Amir Ebrahimi, vivant en France, remporte le prix d'interprétation féminine. Le film et le prix sont condamnés par le gouvernement iranien.
En 2024 sort son quatrième film, un film américain intitulé The Apprentice avec Sebastian Stan dans le rôle de Donald Trump. Maria Bakalova joue son épouse de l'époque, Ivana Trump, tandis que Jeremy Strong interprète son avocat, Roy Cohn.

## Filmographie

### Comme scénariste et réalisateur
- 2011 : M for Markus (court métrage, également monteur)
- 2016 : Shelley
- 2018 : Border
- 2022 : Les Nuits de Mashhad (Holy Spider)
- 2022 : The Last of Us, série
- 2024 : The Apprentice (seulement réalisateur)

## Distinctions

### Récompenses
- Festival de Cannes 2018 : Prix Un certain regard pour Border
- Festival international du film de Stockholm 2022 : Cheval de Bronze (meilleur film) pour Les Nuits de Mashhad.

### Nominations
- César 2025 : meilleur film étranger pour The Apprentice

### Sélections
- Shelley :
  - Berlinale 2016 :  section « Panorama »
  - Festival international du film de Copenhague 2016
  - Festival international du film de Transylvanie 2016
- Les Nuits de Mashhad :
  - Festival de Cannes 2022 : sélection officielle
- The Apprentice :
  - Festival de Cannes 2024 : sélection officielle